# Nowosybirski Techniczny Uniwersytet Państwowy
Nowosybirski Techniczny Uniwersytet Państwowy (ros. Новосибирский государственный технический университет) – jeden z największych technicznych uniwersytetów w Federacji Rosyjskiej, utworzony w 1953 roku w Nowosybirsku jako Instytut Elektrotechniczny. Od 1992 roku uczelnia o statusie uniwersytetu.

## Historia
Początki Uniwersytetu Technicznego podobne są do innej uczelni z tego samego miasta, Nowosybirskiego Uniwersytetu Państwowego. II wojna światowa w znaczącym stopniu wpłynęła na rozwój Nowosybirska. W mieście skoncentrowano wielkie zakłady przemysłowe, a liczba ludności podwoiła się. Sprawiło to, że zaczęło pojawiać się zapotrzebowanie na tworzenie wyższych uczelni, szczególnie o znaczeniu technicznym, które mogłyby dostarczać wyspecjalizowanej kadry pracowniczej dla przemysłu. 19 sierpnia 1950 roku sowiecki przywódca Józef Stalin podpisał dekret o utworzeniu w Nowosybirsku Instytutu Elektrotechnicznego. Pod budowę kompleksu budynków dla instytutu przeznaczono prawie 20 hektarów na lewym brzegu Obu. Po fazie przygotowawczej i budowie pierwszych obiektów, 1 września 1953 roku zainaugurowano działalność instytutu. Dzielił się wówczas on na dwa wydziały: Radiotechniczny i Elektromechaniczny. Naukę rozpoczęło 150 studentów, po 75 na każdym z wydziałów. Kadra naukowa liczyła 11 pracowników naukowych i 7 pracowników technicznych. W 1955 roku rektorem uczelni został Gieorgij Pawłowicz Łyszczyński, który miał kierować uczelnią aż do roku 1989. W 1974 roku został on doktorem honoris causa Politechniki Śląskiej. Wkrótce uniwersytet nawiązał współpracę z innymi instytucjami naukowymi działającymi na terenie nowosybirskiego Akademgorodoku.
W 1964 roku otwarto pierwsze centrum komputerowe i zaczęto wdrażać wykorzystywanie komputerów oraz inżynierii komputerowej w procesach badawczo-edukacyjnych. Instytut nawiązał stosunki z uczelniami poza granicami Związku Sowieckiego: od 1968 roku ze wspomnianą Politechniką Śląską, a od 1972 roku z Wyższą Szkołą Techniczną (obecnie Uniwersytetem Technicznym) w Karl-Marx-Stadt (obecnie Chemnitz). Systematycznie rosła liczba studentów. W 1971 roku ich liczba wynosiła 12 913, a w 1980 roku już 15 610. Już wówczas władze starały się o przekształcenie Instytutu Elektrotechnicznego w pełnoprawny uniwersytet, ale ich starania zawodziły. Dopiero w kwietniu 1992 roku uczelnia spełniła wymogi władz, uzyskała certyfikat i została przekształcona w Nowosybirski Techniczny Uniwersytet Państwowy. Jeszcze przed transformacją uczelni odbyły się pierwsze demokratyczne wybory rektora, którym został Anatolij Wostrikow. 17 listopada 2000 roku uniwersytet wizytował rosyjski prezydent Władimir Putin,

## Uniwersytet obecnie

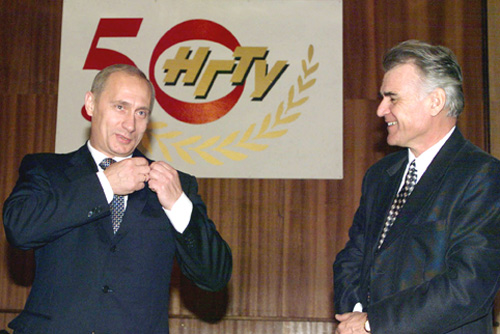
W 2000 r. uniwersytet odwiedził Władimir Putin.

18 września 2002 roku rektor Anatolij Wostrikow podpisał w Bolonii tzw. Magna Charta Universitatum, tym samym rozpoczynając wdrażanie na uniwersytecie tzw. procesu bolońskiego. Od 2004 roku uniwersytet dysponuje nowoczesnym ośrodkiem sportowo-rekreacyjnym (tzw. Pałacem Sportu). Obecnie w skład uniwersyteckie kompleksu naukowego wchodzi 21 budynków o powierzchni 233,697 metrów kwadratowych. Funkcję rektora od 2005 roku pełni Nikolaj Pustowoj. Biblioteka uniwersytecka gromadzi w swych zbiorach ponad milion pozycji, działa także muzeum uniwersyteckie. Od początku swego istnienia uczelnię opuściło około 75 tysięcy absolwentów.

## Poczet rektorów
- Andriej Potużnyj (1953–1955)
- Gieorgij Łyszczyński (1955–1990)
- Anatolij Wostrikow (1990–2005)
- Nikolaj Pustowoj (od 2005)

## Wydziały
- Wydział Automatyki i Inżynierii Komputerowej
- Wydział Biznesu
- Wydział Nauk Humanistycznych
- Wydział Energetyki
- Wydział Mechaniczno-Technologiczny
- Wydział Radioelektroniczny
- Wydział Fizyki
- Wydział Matematyki Stosowanej i Informatyki
- Wydział Mechatroniki i Automatyki
- Wydział Prawa
- Wydział Lotnictwa